# Volker Budach
Volker Budach (* 10. September 1953 in Eutin) ist ein deutscher Mediziner. Er war Professor an der Charité in Berlin und Direktor der dort angesiedelten Klinik für Radioonkologie und Strahlentherapie.

## Werdegang
Nach dem Medizinstudium absolvierte Budach seine Facharztausbildung an der Uniklinik Essen. 1985 wurde er Facharzt für Strahlentherapie. Von 1985 bis 1993 war er Oberarzt an der Klinik für Radioonkologie und Strahlentherapie an der Uniklinik Essen, Westdeutsches Tumorzentrum. 1993 folgte Budach einem Ruf auf die W3-Professur an der Berliner Charité. Von 1995 bis 2007 leitete er die Klinik für Strahlentherapie der Robert-Rössle-Klinik am Campus Berlin-Buch. Er ist Gründer des Tumorzentrums der Charité. 2022 wurde Budach an der Charité emeritiert.
Heute arbeitet Budach in einer privatärztlichen Praxis in Berlin-Mitte als Strahlentherapeut. Seine Schwerpunkte liegen laut eigenen Angaben in der strahlentherapeutischen Behandlung von Kopf-Hals-Tumoren, Sarkomen und Mammakarzinomen.